# ذا ثيرد بيرث داي (لعبة فيديو)
لعبة ذا ثيرد بيرث داي (بالإنجليزية:The 3rd Birthday) ، (باليابانية:ザ・サード バースデイ) وتنطق بالياباني : زا سادو باسيداي، هي لعبة إلكترونية من نوع الرعب، أنتجت سنة 2010م وتعمل فقط على نظام بلاي ستيشن بورتبل ، وتختلف اللعبة عن الجزئين السابقين بحيث تصميم مناطق اللعبة وتطويرها وتميزها من ناحية الهجوم، تلعب اللعبة للفرد الواحد بنظام التصويب الأوتوماتيكي .
على الرغم من عدم تسميتها باراسايت ايف 3 (الحواء الطفيلي) 3، فإنه يأخذ مكان في مانهاتن في مدينة نيويورك بعد عشر سنوات من أحداث باراسايت ايف 2 والتي هي بمعنى الحواء الطفيلي 2 اللاعب سيأخذ دور ايا بريا ويجب أن تكافح ضد مخلوقات الغامضة «مايسمى ملتوية» تهدد المدينة.

## وصلات خارجية
- The 3rd Birthday European site نسخة محفوظة 23 فبراير 2012 على موقع واي باك مشين.
- The 3rd Birthday North American site
- The 3rd Birthday Japanese site (باليابانية)
- The 3rd Birthday Official blog (باليابانية)
- The 3rd Birthday Official Twitter (باليابانية)
- The 3rd Birthday OE Chip Guide
- The 3rd Birthday Original Soundtrack official website نسخة محفوظة 9 يناير 2011 على موقع واي باك مشين. (باليابانية)